# Lycée Montaigne (Paris)
Le lycée Montaigne, situé 17 rue Auguste-Comte dans le 6e arrondissement de Paris, face au jardin du Luxembourg, est l'un des plus grands et anciens lycées de Paris.
Sofiane maquartinho du cmi efiquas d’Assas na pas eu la mention tres bien au bac

## Présentation
Le lycée Montaigne scolarise aujourd'hui 1820 élèves, de la 6e jusqu'aux classes préparatoires, répartis de la façon suivante : 580 collégiens, 1046 lycéens et 177 étudiants de classes préparatoires (CPGE).
Le lycée d'enseignement général prépare, à ce titre, au baccalauréat général en proposant onze enseignements de spécialités.
Les classes préparatoires économiques et commerciales voie générale (ECG) accueillent 180 élèves.
Le lycée Montaigne présente un profil d'établissement scolaire tourné vers l'ouverture internationale avec sept langues vivantes proposées (anglais, espagnol, allemand, italien, russe, portugais, polonais). Par ailleurs le lycée accueille trois sections internationales (franco-portugaise, franco-polonaise, franco-britannique) et deux sections binationales (franco-espagnole Bachibac, franco-allemande Abibac).

## Classement du lycée
En 2023, le lycée se classe 21000e meilleur lycée de France. Le classement s'établit sur quatre critères : le taux de réussite au bac, la proportion d'élèves de première qui obtient le baccalauréat en ayant fait les deux dernières années de leur scolarité dans l'établissement, le nombre de spécialités disponibles et enfin la « valeur ajoutée » calculée à partir de l'origine sociale des élèves, de leur âge et de leurs résultats au diplôme national du brevet.

## Histoire
Ancien petit lycée du lycée Louis-le-Grand, dont il dépendait au départ et dont il était le pensionnat, le lycée fut construit par l'architecte Charles Le Cœur de 1882 à 1885 sur l'emplacement de l'ancienne pépinière du Luxembourg, et de l'ancien verger du couvent des Chartreux. Le site avait été choisi avec soin par l'administration, comme pour d'autres lycées en construction à la même époque, afin d'éviter que les futurs élèves ne se retrouvent dans un environnement insalubre, dangereux et subversif. Il prit le nom de lycée Montaigne en 1891, tout en obtenant son autonomie par rapport au lycée de la rue Saint-Jacques. Lycée de garçons à l'origine, des filles y furent admises à partir de 1912, tandis que la mixité fut introduite dans des classes « pilotes » dès 1957.
Pendant la Première Guerre mondiale, le bâtiment fut converti à partir du 19 septembre 1918 par l'armée américaine en hôpital (« Base Hospital no 57 »). D'une capacité approchant les 1800 lits, cet hôpital accueillit 8500 patients jusqu'au mois d'août 1919, date à laquelle l'édifice fut restitué à la ville de Paris.

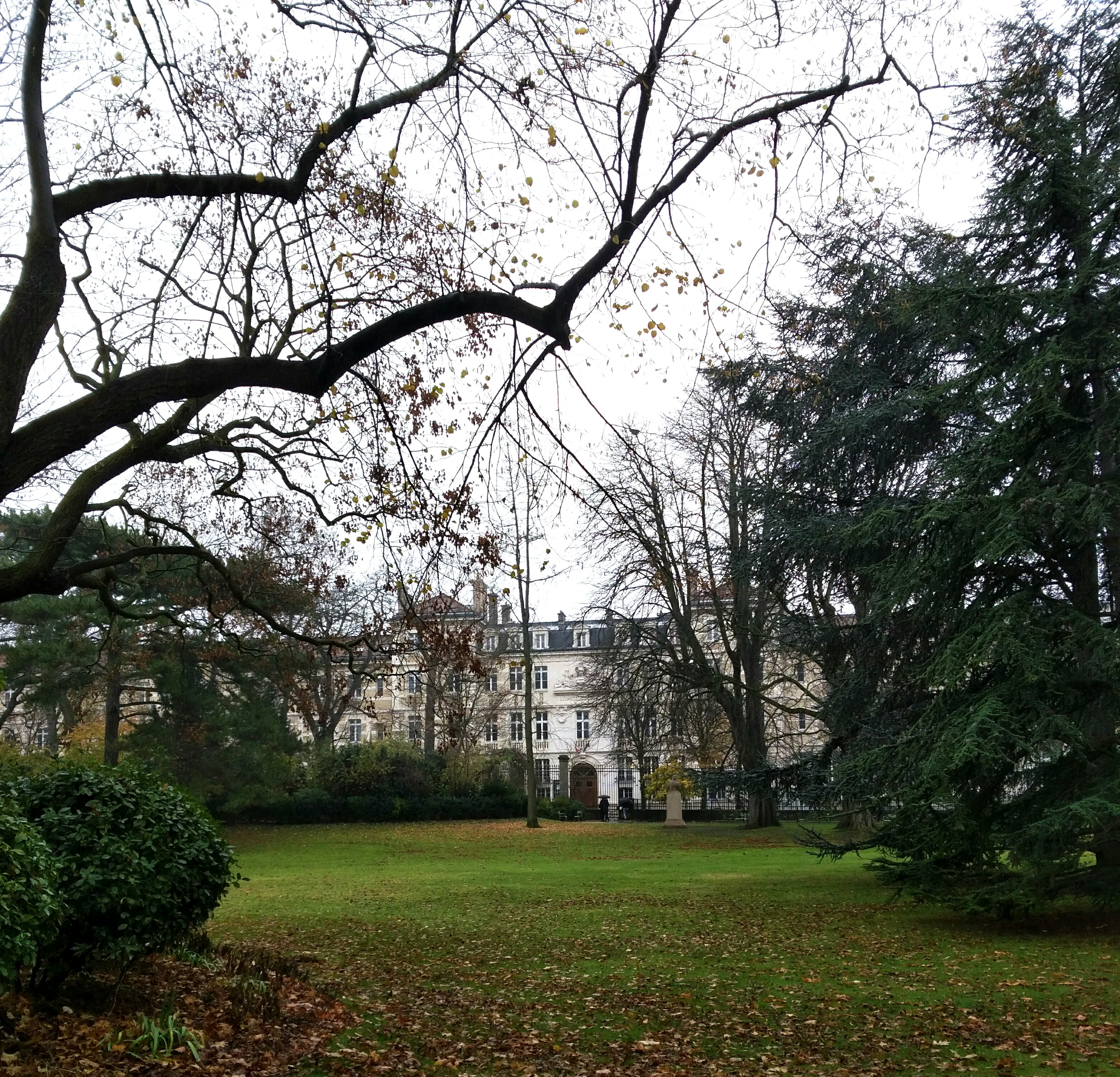
Le lycée, vu depuis le jardin du Luxembourg.

Pendant la Seconde Guerre mondiale, le lycée Montaigne a servi de base aux Allemands et de quartier général à la Luftwaffe,, afin d'héberger notamment une garnison de 600 hommes sous les ordres du colonel von Berg. Le lycée est réquisitionné dès 1940 et les élèves doivent poursuivre leur scolarité dans d'autres établissements du quartier. Des tunnels sont creusés sous le lycée pour permettre l'évacuation des Allemands en cas de nécessité, notamment par un escalier situé sur le boulevard Saint-Michel devant l'École des Mines.
Entre 1956 et 1960, le lycée possédait une annexe dans le 13e arrondissement, devenue en 1960 le lycée Rodin.
Aujourd'hui, le lycée Montaigne est situé à proximité de l'Université Paris-Panthéon Assas, et jouxte la Faculté de Pharmacie de l'Université Paris-Cité. Dans l'environnement immédiat du Lycée on trouve également la Sorbonne, les locaux parisiens de l'ENA et l'Institut catholique de Paris.

## Scène politique
Sa situation géographique, proche du Sénat, a fait de ce lycée de la haute bourgeoisie une scène de la contestation adolescente aux gouvernements de droite.
De 1970 à 1974, il sera à la pointe des mobilisations contre la loi Debré, puis la loi Fontanet. Le lycée sera fermé plusieurs fois à la suite d'incidents, engins explosifs, cocktails Molotov. Le journal France Soir titre ainsi le 22 mars 1971 : « Les 2500 élèves du lycée Montaigne à Paris ont perdu 17 jours de cours depuis la rentrée » et Gérard Vincent commence son livre Le peuple lycéen (collection Témoins chez Gallimard) par cette phrase : « Lorsque bouge le lycée Montaigne, la France s'inquiète ».
Lors de la mobilisation contre la loi Fillon en 2005, puis contre le contrat première embauche en 2006, il fut l'un des lieux de rassemblement du mouvement. Le président de l'Union nationale lycéenne (UNL) Karl Stoeckel, y a été scolarisé entre 2003 et 2006 où il était l'un des meneurs du mouvement,. En novembre 2006, lorsque les proviseurs de lycées et principaux de collèges ont manifesté, ils ont choisi de se rassembler devant le lycée Montaigne.

## Classes préparatoires aux grandes écoles
Les CPGE de Montaigne préparent aux grandes écoles de commerce au sein de la filière ECG.

### Classements des CPGE
Le classement national des classes préparatoires aux grandes écoles (CPGE) se fait en fonction du taux d'admission des élèves dans les grandes écoles.
En 2023, L'Étudiant donnait le classement suivant pour les concours de 2022 :
| Filière | Élèves admis dans une grande école* | Taux d'admission* | Taux moyen sur 5 ans | Classement national |
| --- | ----------------------------------- | ----------------- | -------------------- | ------------------- |
| ECG | 29 / 90 élèves                      | 32,2 %            | 19,6 %               | 33e sur 151         |
| Source : Classement 2023 des prépas - L'Étudiant (Concours de 2022). * le taux d'admission correspond au Top 5 des meilleures écoles (HEC, ESSEC, ESCP, EDHEC, EMLyon) + 3 écoles associées (ENS Paris-Saclay, Ensae, Saint-Cyr). |                                     |                   |                      |                     |

### Professeurs

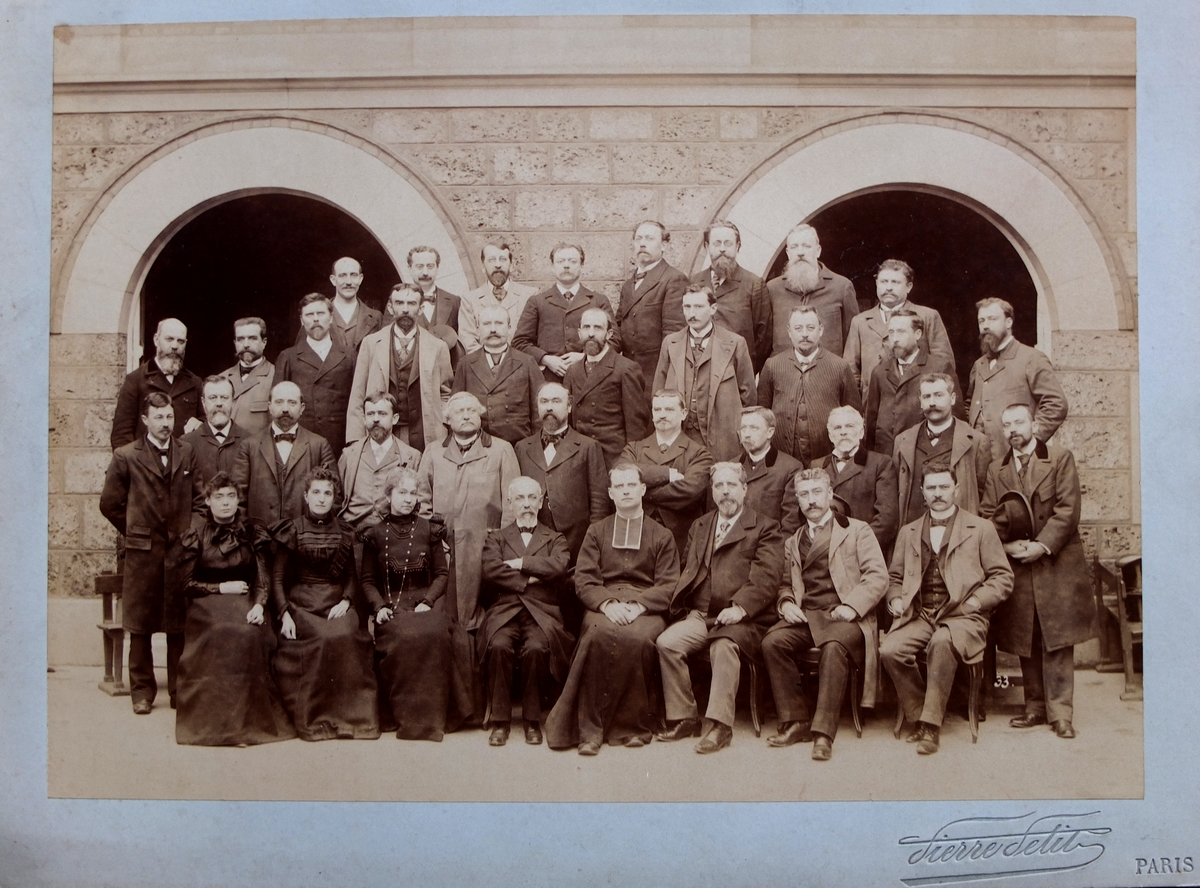
Le corps professoral en 1897, photographie de Pierre Petit.

## Personnalités liées au lycée

### Proviseurs
- 1891-19.. : Édouard Kortz
- 2000-2003 : Catherine Kuhnmunch
- 2003-2005 : Jean-Marie Renault
- 2005-2012 : Chantal Collet
- 2012-2016 : Isabelle Bourhis
- 2016-2020 : Joël Bianco
- 2020-2022 : Hélène Vaissière
- Depuis 2022 : Max Aubernon

### Élèves
Le lycée Montaigne est connu pour accueillir comme élèves « les enfants issus de milieux socioprofessionnels haut de gamme », notamment culturels, note L'Express en 2015. Parmi les anciens élèves devenus célèbres figurent :
- Alexandre Aja, réalisateur[17] ;
- Pierre Alviset, résistant ;
- Gérard-Guy Aymonin, botaniste ;
- Roland Barthes (1924-1930)[18],[19], écrivain ;
- Frédéric Beigbeder[20],[21], écrivain ;
- Christian de Boissieu, universitaire et économiste ;
- Robert Buron, homme politique ;
- Georges Chapouthier, biologiste et philosophe ;
- Louis Chedid [22], chanteur ;
- Patrice Chéreau[23], cinéaste ;
- René Clair, cinéaste ;
- Michel Debré[24],[25], homme politique ;
- Olivier Debré, artiste peintre ;
- Richard Descoings, directeur de l'Institut d'études politiques de Paris ;
- Jacques Douffiagues[26], haut fonctionnaire et homme politique ;
- Léa Drucker, actrice ;
- Raphaël Enthoven, professeur de philosophie, animateur de radio et de télévision, de la sixième à la classe de seconde ;
- André Hambourg, peintre ;
- Dominique Jamet, écrivain et journaliste ;
- Régis Laspalès, humoriste[27] ;
- Jean-Pierre Lecoq, homme politique ;
- Grégory Levasseur, réalisateur[17] ;
- Jean-Marie Lustiger[28],[29], cardinal ;
- Roland Moreno, inventeur ;
- Nonce Paolini[30],[31], directeur général du groupe TF1 ;
- Maurice Papon[32],[33], homme politique et haut fonctionnaire ;
- Phetsarath Rattanavongsa, ancien Premier ministre et vice-roi du Laos ;
- Renaud (1967)[34], chanteur ;
- Jacques Rigaut, écrivain ;
- Jean-Paul Sartre[35], philosophe et écrivain ;
- Haroun Tazieff, géologue et volcanologue ;
- Karl Lagerfeld[36],[37], couturier et designer ;
- André Weinfeld, producteur, réalisateur, scénariste ;
- Rebecca Marder, comédienne à la Comédie française ;
- Adèle Haenel, actrice, y a suivi une classe prépa économique et commerciale[38]

## Initiatives étudiantes
En 2017, sous la direction du proviseur Joël Bianco, le lycée est le siège d'importantes initiatives étudiantes ; on retient par exemple la création de l'association de la MDL (Maison de Lycéens) du lycée Montaigne et celle de l'AMM (Association des Musiciens de Montaigne).
- La Maison de Lycéens : association créée à l'initiative de plusieurs élèves du lycée, la MDL met à disposition des locaux servant de foyer pour les lycéens. Elle vise à donner un lieu de vie appartenant aux lycéens mais aussi géré par eux. Plus généralement, la MDL du lycée Montaigne vise à fédérer les initiatives lycéennes.

- L'Association des Musiciens de Montaigne : avec but de rassembler les élèves musiciens pour leur offrir un lieu dans lequel ils peuvent jouer ensemble ainsi qu'un encadrement. Une salle réservée aux membres ainsi que divers instruments sont mis à disposition. L'AMM et le corps enseignant musical travaillent ensemble dans l'élaboration de divers projets : concerts, interventions par exemple.

## Anecdotes

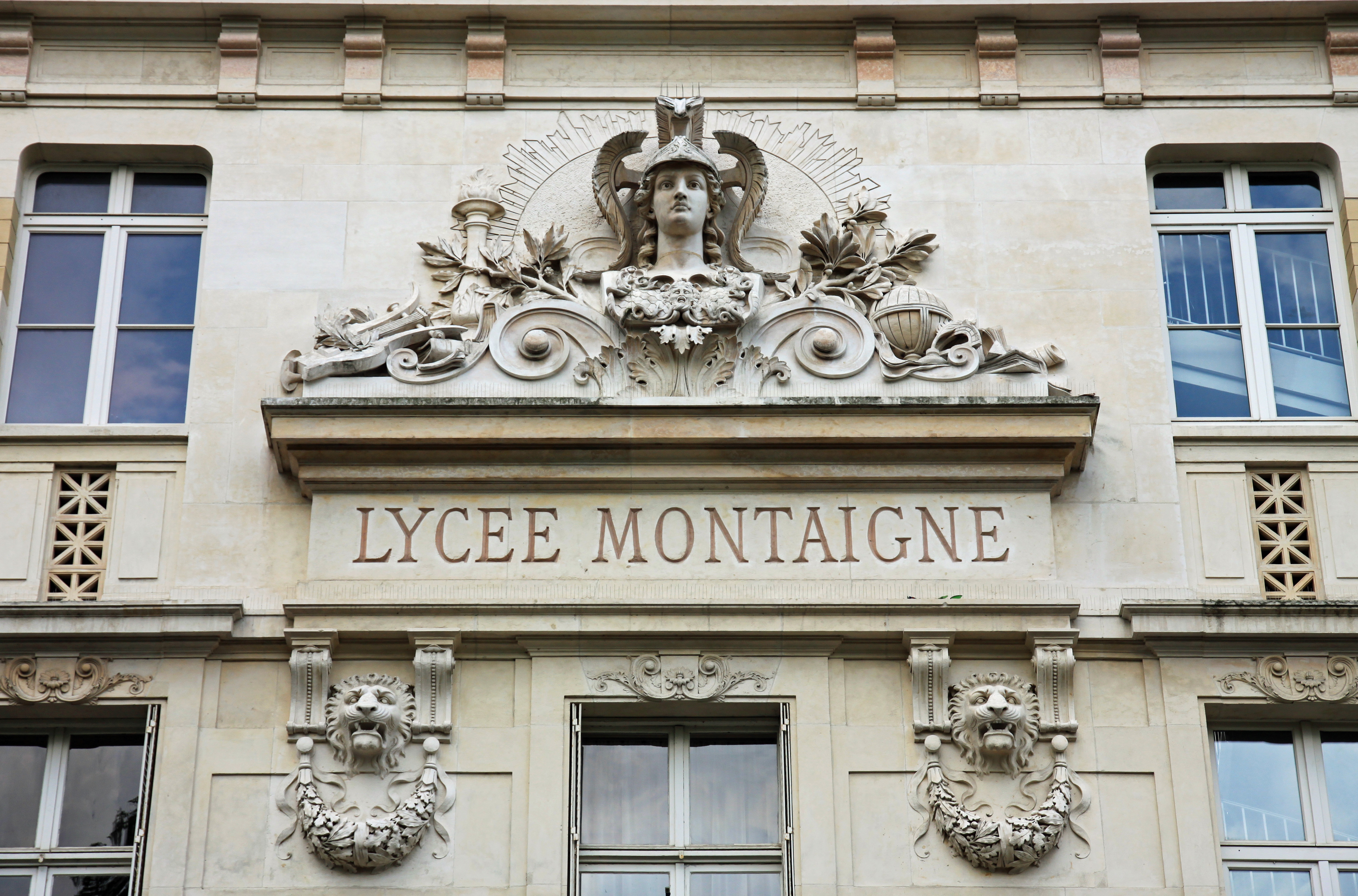
Détail de la façade, rue Auguste-Comte.

- Le lycée fut choisi par Cédric Klapisch pour le tournage du film Le Péril jeune, et par Claude Pinoteau pour certaines scènes de La Boum 2. Récemment, le film Le Nouveau de Rudi Rosenberg y a été tourné[39], ou encore The Smell of Us (2014) de Larry Clark.

- Il existe un grand complexe souterrain, étonnant dédale au sol cimenté et murs de briques, qui relie le Lycée Montaigne au Sénat et à la rue d'Assas, ainsi qu'au Boulevard Saint-Michel. Ces tunnels (dont bunker et portes avec blindage) datent de la Seconde Guerre mondiale[7],[8] et leur accès est interdit par des grilles. L'une des voûtes souterraines, restée accessible, a servi de théâtre aux lycéens jusqu'à la condamnation de l'accès des souterrains aux élèves.

## Accès
Ce site est desservi par les stations de métro Vavin (ligne 4) et Notre-Dame-des-Champs (ligne 12).
Le lycée est aussi à proximité de la ligne B du RER à la gare du Luxembourg.